# Anticléricalisme

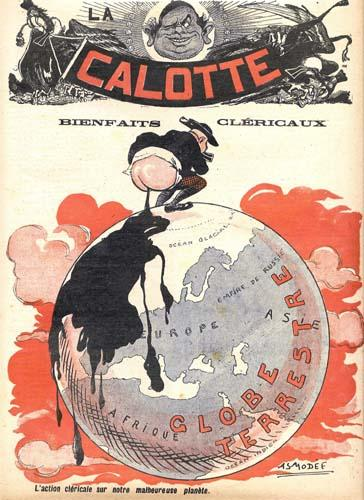
« L'action cléricale sur notre malheureuse planète », illustration du journal La Calotte (Asmodée, 1908).

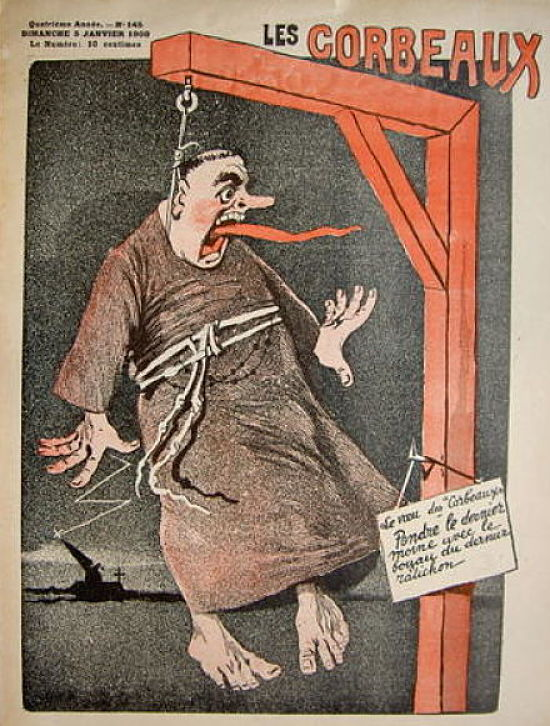
Les Corbeaux, no 145, 5 janvier 1908.

L'anticléricalisme est un système opposé aux tendances du clergé. D'après Françoise Marcard, l'anticléricalisme s'oppose au cléricalisme, « sachant qu'il y a présomption de cléricalisme chaque fois que le fait religieux transgresse les frontières du terrain dit temporel ».
L'anticléricalisme insiste sur la nécessaire séparation du religieux et du profane. Il postule la liberté de conscience individuelle. Autour de ce noyau dur de convictions, l'anticléricalisme évolue en relation étroite avec le cléricalisme qu'il combat, et d'une façon plus large avec les religions.
Selon l'historien et politologue catholique René Rémond :

« L'anticléricalisme comporte un élément irréductible et qui est une défiance, peut-être une aversion insurmontable pour toute Église. Si peu clérical que le fait religieux puisse devenir, il gardera toujours de quoi irriter, inquiéter ou susciter l'anticléricalisme. Il y a donc lieu de considérer que l'anticléricalisme constitue un facteur durable du champ des idéologies. »

## Origines de l'anticléricalisme

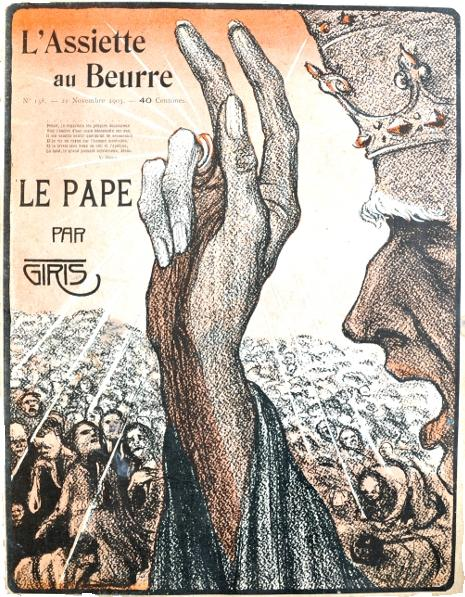
L'Assiette au beurre, César Giris, 1903.

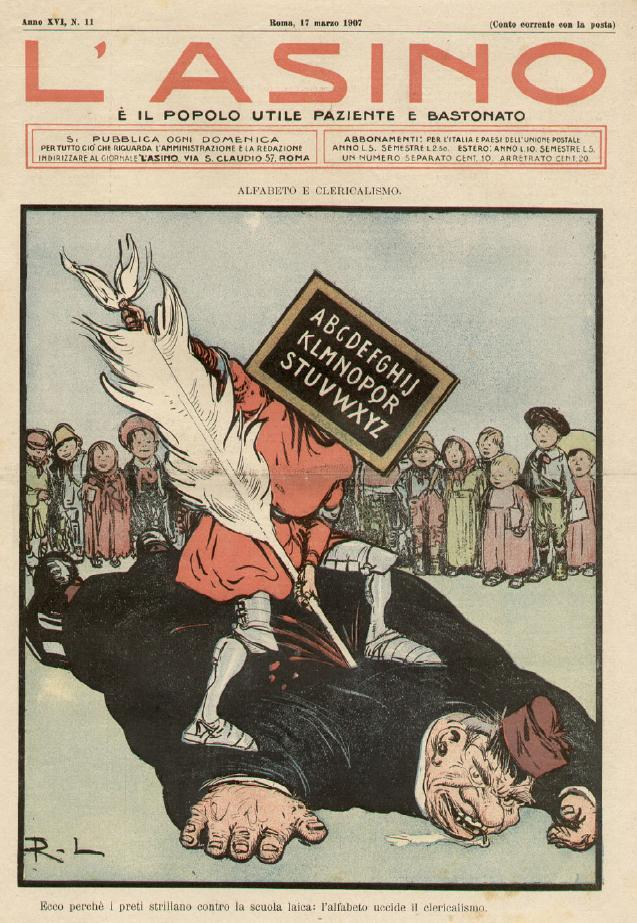
L'Asino, Italie, 1907.

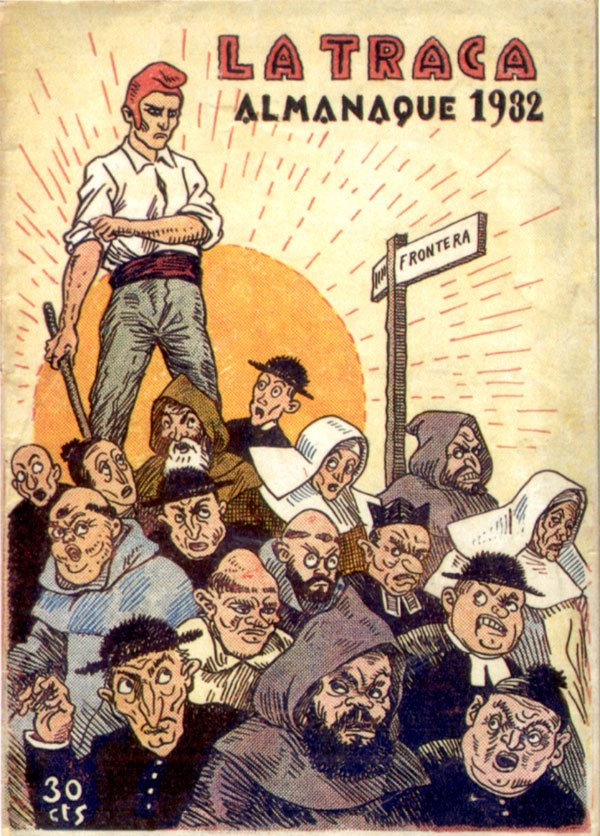
Almanach de La Traca, Espagne 1932.

Pour Jean-Marc Schiappa dans son Histoire de la libre-pensée (2011), le terme clérical utilisé depuis 1848 et contemporain à l'apparition de la libre pensée organisée, renvoie à la volonté de l'Église d'imposer sa volonté politique d'organiser la société, et donc l'État, par ou autour d'une ou plusieurs religions (qu'il y ait un clergé ou pas ne change rien à l'affaire). L'anticléricalisme, c'est l'inverse. C'est la volonté d'organiser la société séparément des religions. Voilà pourquoi l'anticléricalisme adhère aux grands principes qui définissent la conception de la laïcité. L'anticléricalisme est le moyen, la laïcité est le but.
L'épithète « anticlérical » apparait dans la langue politique dans les années 1850-1860. Le mot fait partie de la langue des journaux et des livres et se trouve utilisé lors de la campagne électorale de 1863.

### Expression protéiforme
Ce n'est pas une nouveauté absolue, l'attitude est beaucoup plus ancienne que le mot. L'anticléricalisme n'appartient en propre à aucune classe sociale.
Il y eut un anticléricalisme aristocratique fait de mépris pour le clerc et de défiance de l'homme d'épée envers l'homme d'étude.
Il y eut ensuite un anticléricalisme bourgeois dont le voltairianisme exprime assez fidèlement l'inspiration et qui a animé le mouvement de sécularisation des sociétés occidentales.
Il existe aussi de longue date un anticléricalisme paysan, entretenu par un sentiment tenace contre les droits ecclésiastiques (voir notamment la révolte des Bonnets rouges en 1675).
Il y a enfin, et c'est dans les sociétés urbaines et industrielles contemporaines le plus important de tous, un anticléricalisme ouvrier. Ses origines sont antérieures à la révolution industrielle : de tout temps, certaines corporations ont été plus défiantes que d'autres à l'égard de l'Église.

« La nouveauté des années 1850-1875 concerne le contenu de l'idée ; l'anticléricalisme se fonde désormais sur une pensée qui ne croit guère possible de dissocier religion et cléricalisme, et qui estime que l'affranchissement des esprits exige l'effacement des religions. »

À cette époque, les anticléricaux réagissent contre la montée de l'ultramontanisme, contre la souveraineté temporelle du pape sur Rome, contre les interventions épiscopales, contre les pressions au soutien de Pie IX, contre le syllabus.

### Filiation avec le catholicisme

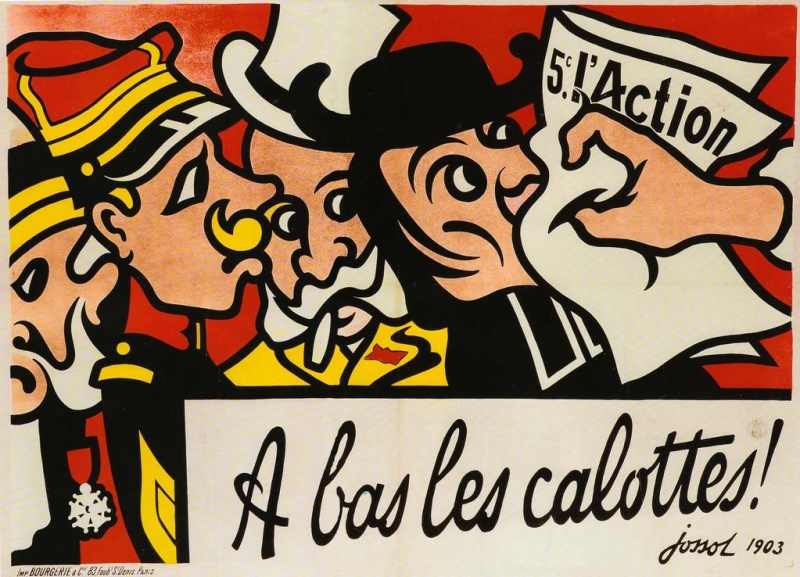
Affiche de Henri Gustave Jossot pour le journal L'Action (1903).

Originaire d'Europe, et plus précisément de France, l'anticléricalisme s'oppose d'abord au catholicisme : d'une certaine manière il en procède par réaction et par filiation.
Les anticléricaux sont parfois qualifiés de « bouffeurs de curés » dans le jargon politique français. Parmi leurs slogans les plus célèbres, on peut citer « À bas la calotte ».
Certaines de leurs pratiques peuvent tourner au défi symbolique comme le « Banquet du Vendredi saint » qu'ils organisent (et qui se déroule encore aujourd'hui) dans plusieurs villes de France en commémoration de celui qui se tint — à Paris, rue Mazet, chez Magny — le 10 avril 1868, pour soutenir des personnes à l'époque poursuivies par l'Église devant les tribunaux.
D'après le romancier Serge Quadruppani, « l’anticléricalisme, composante essentielle de la tradition du Siècle des Lumières, reste une position extrêmement minoritaire sur la planète : les croyances et les pratiques religieuses continuent de réguler plus ou moins profondément la vie quotidienne de la plus grande partie de sa population [...] les organisations religieuses font partie de la constellation des pouvoirs de conservation de l’existant ».

## Thèmes principaux de l'anticléricalisme

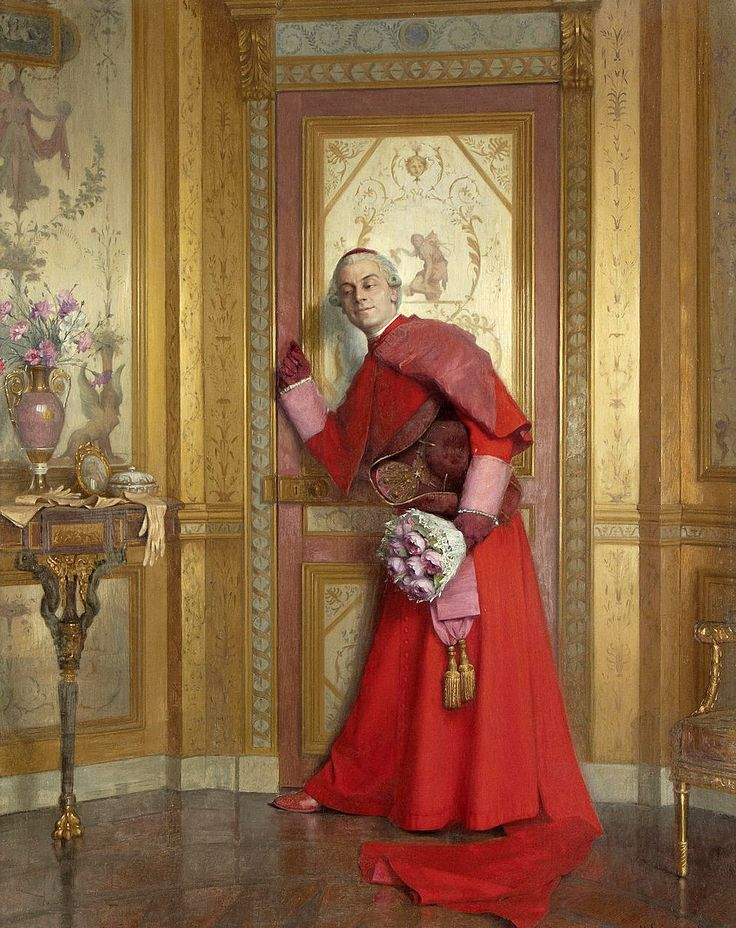
Le Cardinal de Rohan dans le décor des Appartements de la Reine Marie-Antoinette à Fontainebleau, Adolphe Henri Laissement, 1895.

Selon Françoise Marcard, trois thèmes majeurs alimentent la réflexion anticléricale dans la France de la fin du XIXe siècle.
- L'Église n'est pas une société comme les autres :

« Elle constitue un monde séparé. L'anticléricalisme vulgaire ne manque pas de tourner en dérision chaque singularité comme la soutane, la tonsure ou le célibat. Plus le particularisme est accusé, plus l'anticléricalisme est prononcé : les ordres religieux suscitent davantage l'animosité que le clergé séculier car ils ne partagent pas la vie des paroissiens comme les prêtres. […] La législation particulière des biens immobiliers de l'église est récusée du fait qu'ils sont inaliénables et échappent aux droits de mutation. »

- L'Église constitue une menace.
  - Contre l'État : « C'est le gallicanisme des légistes et parlementaires contre le pouvoir monarchique ou contre le peuple souverain ».
  - Contre la Nation : « Le Saint-Siège réside en dehors des frontières du pays. Les Jésuites et d'autres Ordres dépendent de Supérieurs étrangers ».
  - Contre l'individu et la famille : « Du fait de la direction et du contrôle des croyances et des conduites (rôle du confessionnal et influence sur la Jeunesse). On trouve également le thème de la captation des héritages dans une société essentiellement foncière ».

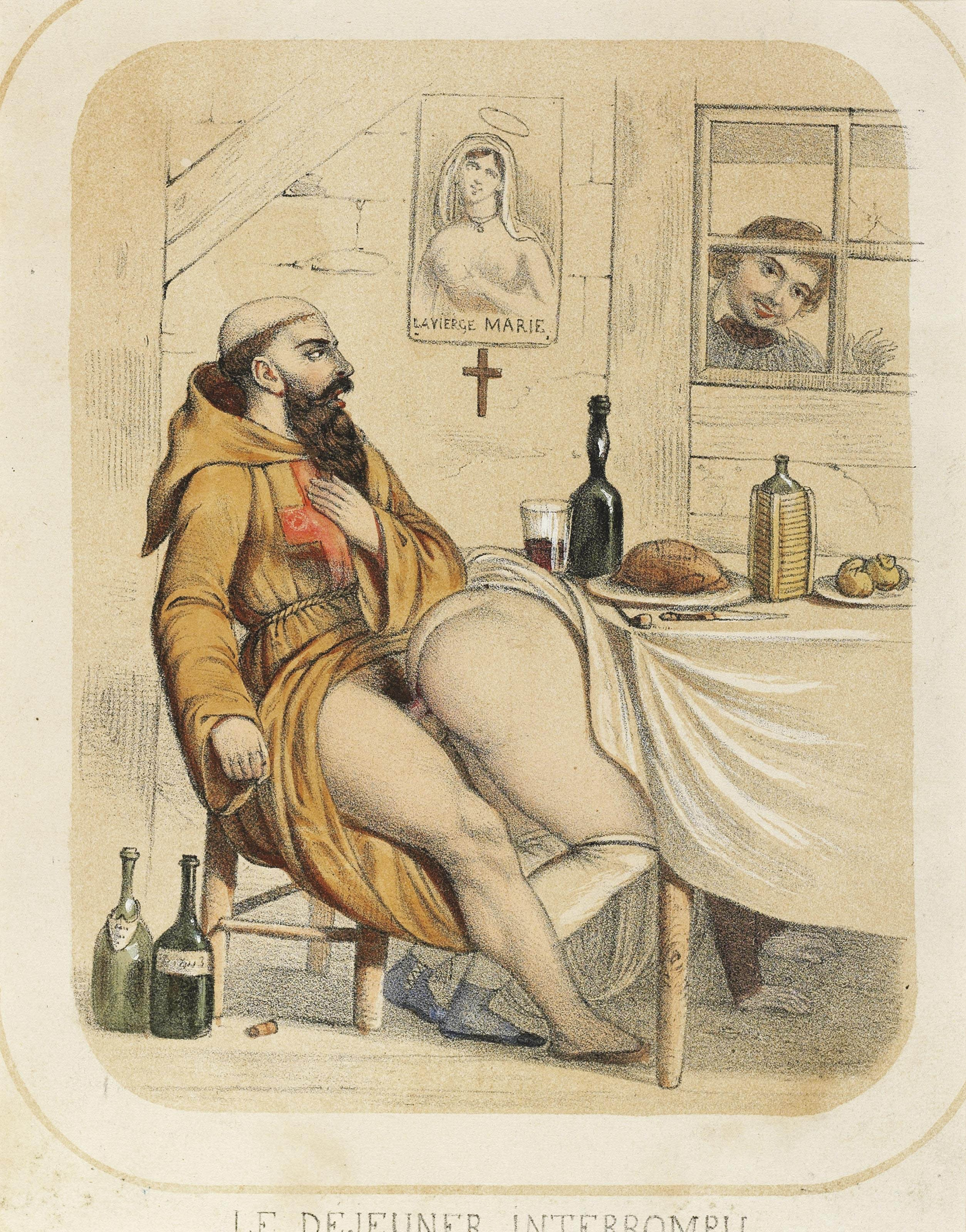
Le Déjeuner interrompu, anonyme, 1890.

- Les Clercs n'observent pas toujours les préceptes qu'ils énoncent. « Beaucoup, parmi les “libres penseurs” qui ne s'abandonnaient pas à un anticléricalisme myope, s'étonnaient de l'inadéquation flagrante entre la conduite des catholiques et la doctrine chrétienne à laquelle, au moins implicitement, ils se référaient. »[10].

« Sincérité ? Désintéressement ? Chasteté ? […] les anticléricaux récusent l'invitation de l'Église à l'autorité, l'appel à la mortification, l'éloge du renoncement. Que les prêtres se marient ! »

Et René Rémond précise que pour les anticléricaux :

« Chacun est libre de se conduire comme il le veut. La morale des prêtres n'est ni plus ni moins détestable que celle du pouvoir, des autorités sociales ou militaires. »

Pour le libre-penseur libertaire André Lorulot :

« L'Église, pour quiconque ne s'embarrasse pas de théologie, c'est, avant tout, le groupement des prêtres d'un culte donné, avec sa hiérarchie et ses chefs. Combattre l'Église, ce n'est pas, à proprement parler, combattre tous ceux qui se réclament des idées de cette Église, c'est surtout combattre ses dirigeants et ses profiteurs, c'est combattre les castes sacerdotales. »

## Typologie de l'anticléricalisme
L'anticléricalisme n'est pas l'apanage d'une seule famille politique. On peut distinguer cinq familles :
1. L'anticléricalisme libéral, rationaliste, tolérant et généralement déiste.
2. L'anticléricalisme de tradition gallicane et d'inspiration janséniste.
3. L'anticléricalisme du radicalisme qui souhaite la séparation entre les Églises et l'État.
4. L'anticléricalisme socialiste ou communiste, athée, pour qui la religion est une idéologie illusoire.
5. L'anticléricalisme antireligieux des anarchistes et libertaires[13].

Au sein des divers mouvements se réclamant de l'anticléricalisme par doctrine ou par tradition (Libres-penseurs, l'ensemble du mouvement libertaire, les communistes), les positions apparemment unanimes face au cléricalisme masquent souvent des divergences de position : ainsi les républicains français sont divisés, ce qui explique le maintien du Concordat plus de vingt ans après la naissance de l'école laïque, grâce aux anticléricaux concordataires désireux de maintenir un contrôle sur l'Église (Rapport de Paul Bert de 1883 sur le maintien du budget des Cultes). Alors que d'autres souhaitent une Église nationale libérée de Rome et sous la tutelle de l'État. Ne reste finalement qu'une minorité de partisans de la séparation, divisée elle-même entre certains soucieux de distinguer temporel et spirituel et d'autres se réclament d'un athéisme plus combatif, œuvrant pour la disparition des Églises.

### L'anticléricalisme anarchiste

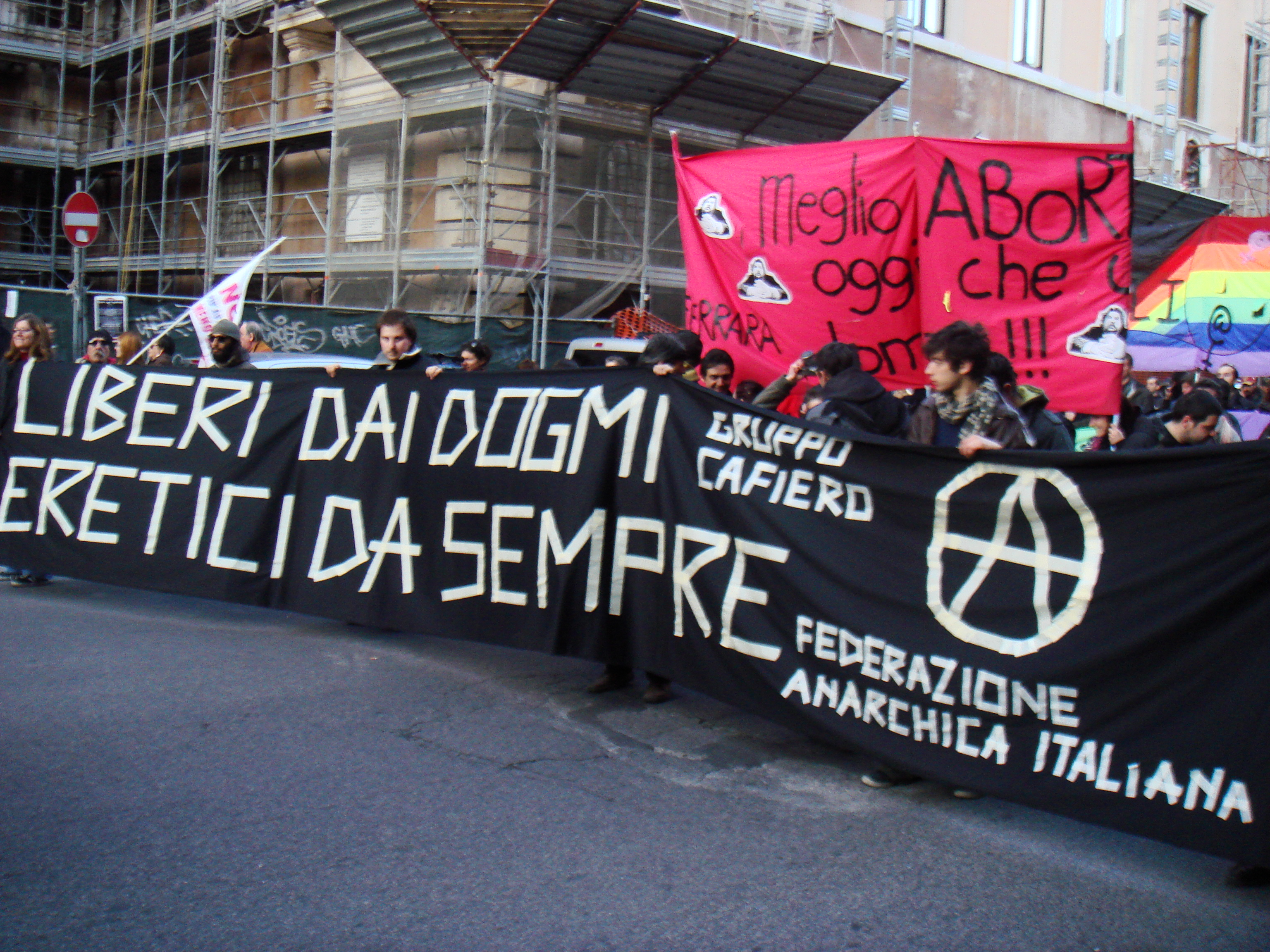
Manifestation anticléricale à Rome en 2008.

Affirmant n'avoir ni Dieu ni maître, l'anticléricalisme anarchiste et libertaire fait profession d'antireligion et affirme que toute religion est une illusion fallacieuse dont il faut libérer l'humanité. De plus, sa critique a une allure originale : elle dissout la spécificité du fait religieux et englobe l'Église dans le procès d'ensemble intenté à tous les appareils et à toutes les sociétés.

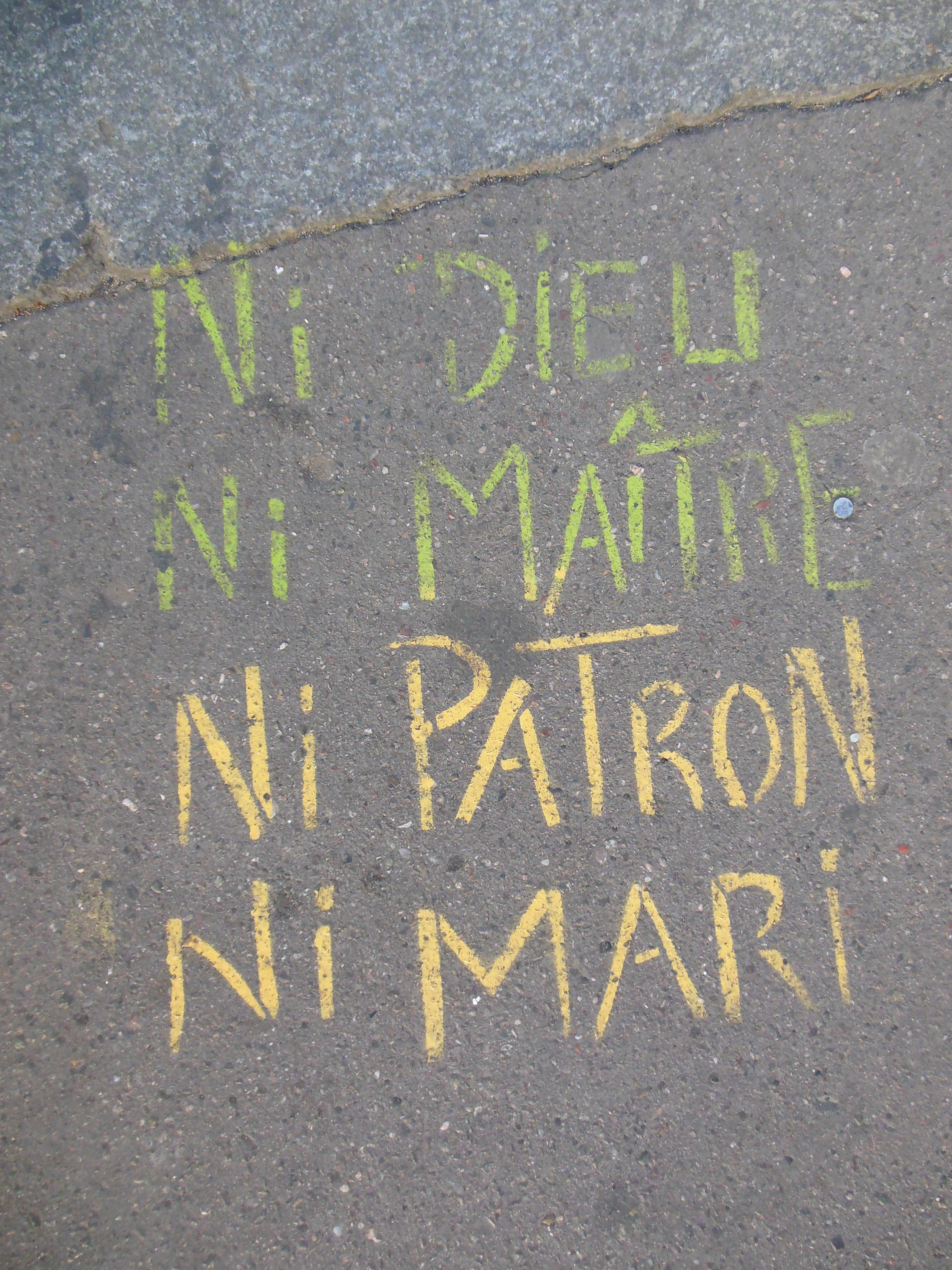
Graffiti, Paris, 2012.

Selon Domenico Tarizzo dans L'anarchie : histoire des mouvements libertaires dans le monde, « Une veine "sauvage" du mouvement socialiste et anarchiste est l'anticléricalisme, conçu comme la guerre au Mal, aux Puissances ténébreuses du passé, dont le Vatican est le centre, à la fois fastueux et occulte d'où s'exerce la domination sur les consciences ».
Si « antimilitarisme et anticléricalisme ne sont pas des éléments constitutifs exclusifs du seul mouvement anarchiste […] ils forment un des axes fondamentaux de cette doctrine en lutte contre les forces essentielles du pouvoir que sont "le sabre et le goupillon" ».
Selon Alec Mellor dans son Histoire de l'anticléricalisme français : « L'anticléricalisme anarchiste atteindra son point extrême avec Bakounine qui, dans La Question révolutionnaire, publié dans son édition française en 1895, fera de la destruction du christianisme l'un des fondements de son système ».
De 1896 à 1897, Virginia Bolten publie en Argentine La Voz de la Mujer (La Voix de la Femme), premier journal féministe révolutionnaire. En épigraphe : « Ni dios, ni patrón, ni marido » (« Ni dieu, ni patron, ni mari »),.

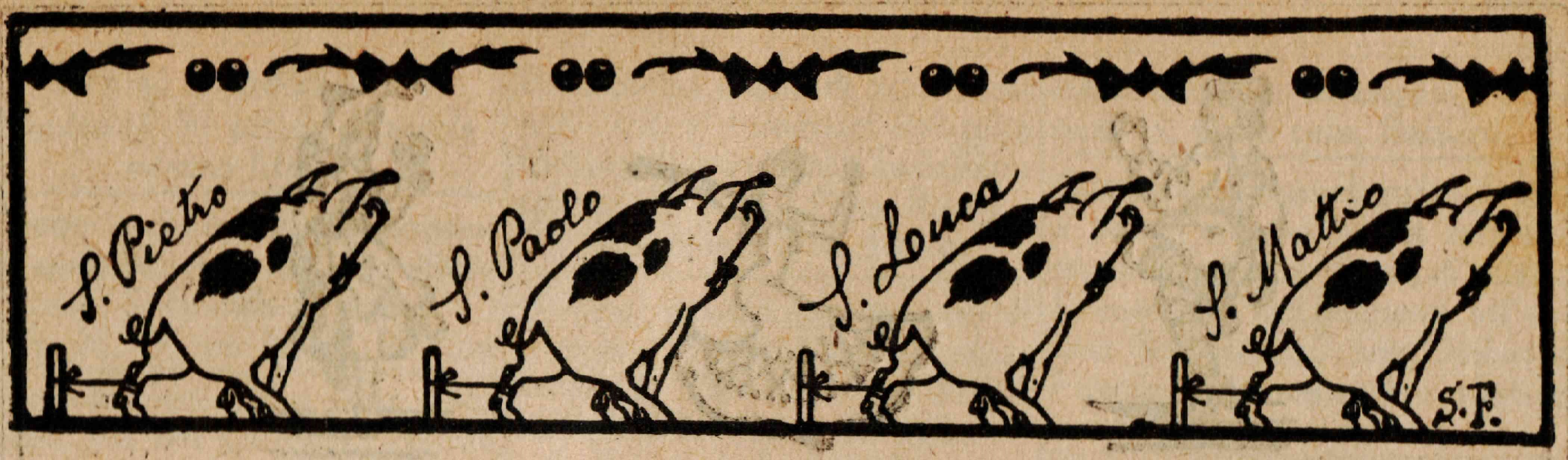
Saint Pierre, saint Paul et deux évangélistes (saint Luc et saint Mathieu) selon Sante Ferrini (S.F.) dans Saggi di storia contemporanea.

Éduqué dans la religion catholique, Sante Ferrini s'en détache très tôt et devient rapidement un anticlérical convaincu. Il s'oppose à toute forme de religion, mais le Pape et les jésuites, présents à Rome, sont ses cibles privilégiées. Il publie vingt-cinq textes dans des journaux anarchistes italiens, parfois illustrés de sa main, dans lesquels il malmène le clergé avec humour, ironie et sarcasme.

## Anticléricaux notoires

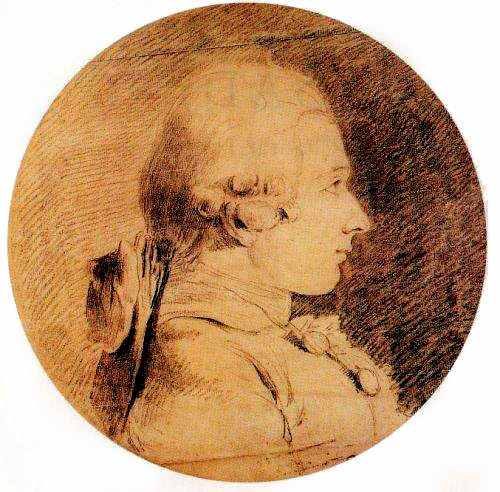
Donatien Alphonse François de Sade vers 1770.

- François-Jean Lefebvre de La Barre, le dernier Français à avoir été torturé et exécuté, en 1766, pour blasphème, convaincu, entre autres crimes, « d’avoir passé à vingt-cinq pas d’une procession sans ôter son chapeau » et d'avoir détenu un exemplaire du « Dictionnaire philosophique du sieur Voltaire »[21].
- Donatien Alphonse François de Sade, homme de lettres, romancier, philosophe et homme politique longtemps voué à l'anathème en raison de son athéisme anticlérical virulent[22].
- Voltaire, figure emblématique de la philosophie des Lumières, chef de file du parti philosophique ; son nom reste attaché à son combat contre le fanatisme religieux, qu’il nomme « l’Infâme », pour la tolérance et la liberté de pensée. Il est à la fois anticlérical et déiste en dehors des religions constituées.
- Jean Meslier, prêtre et philosophe des Lumières français ; pendant 40 ans, il est curé d'Étrépigny dans l'archidiocèse de Reims. Son existence n'a été connue qu'à partir de la publication en 1762 par Voltaire, sous le titre de Testament de J. Meslier, d'un texte qu'il présentait comme un extrait d'un document beaucoup plus volumineux, retrouvé chez lui et dans lequel un curé professait avec détermination son athéisme, et se livrait par ailleurs à une critique radicale des injustices de la société de son temps dans un texte, au titre original de Mémoires des pensées et sentiments de Jean Meslier…, parfois considéré comme le texte fondateur de l'athéisme et de l'anticléricalisme militant en France.
- Jules Michelet, historien français, est un des grands écrivains de l'époque romantique ; il écrit différents essais et ouvrages de mœurs, dont certains lui valent des ennuis avec l'Église et le pouvoir politique[23].

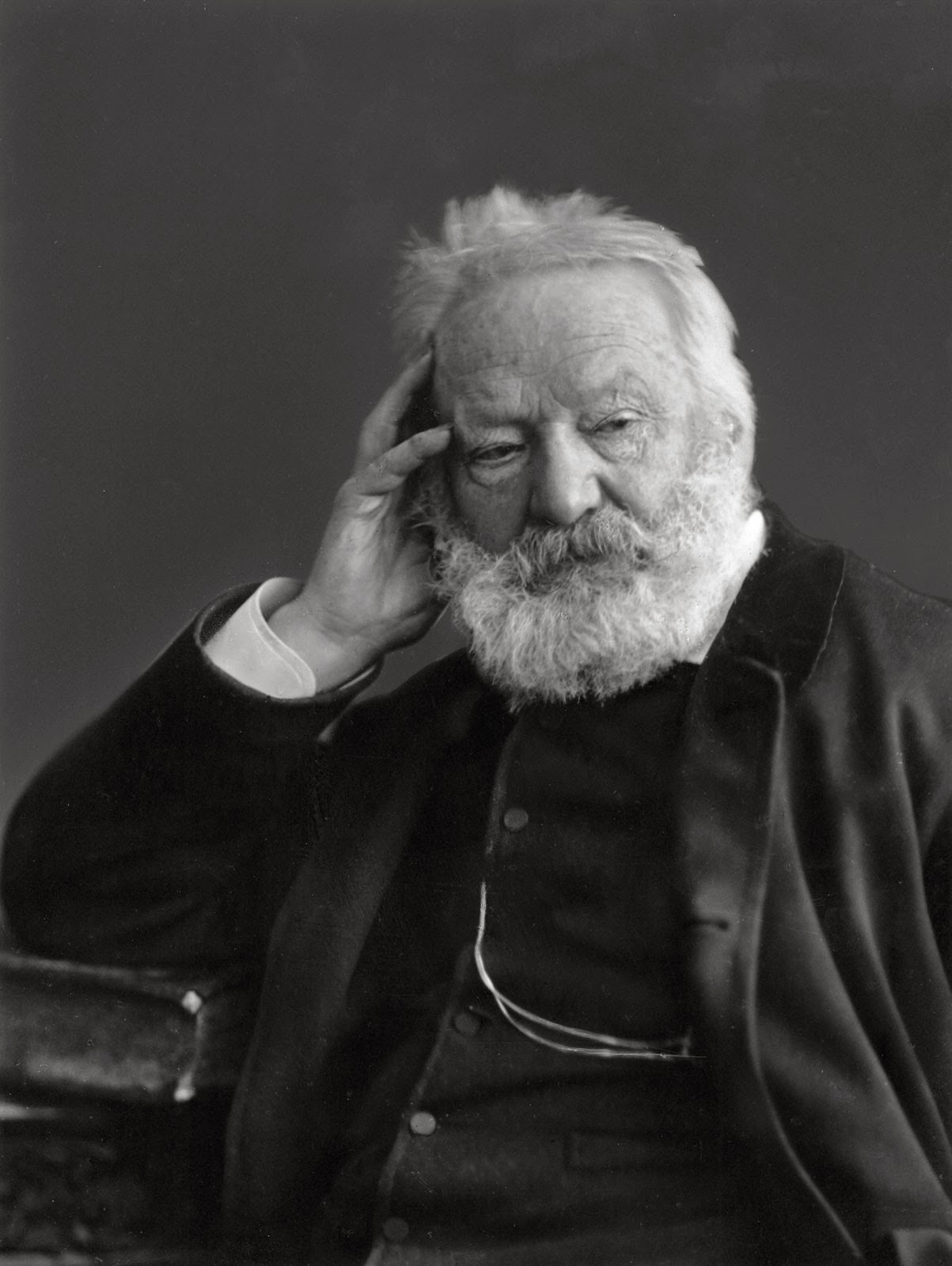
Victor Hugo par Nadar vers 1884.

- Victor Hugo, poète, dramaturge et prosateur romantique considéré comme l’un des plus importants écrivains de langue française, est actif dans les mouvements anticléricaux : en 1880, il est président d'honneur de l'Union de propagande anticléricale[24]. Son anticléricalisme transparaît dans ses écrits comme Religions et religion[25], La fin de Satan, Dieu, Le pape, Torquemada.

L'Origine du monde (1866).

- Gustave Courbet peintre français et chef de file du courant réaliste provoque le scandale par le réalisme cru de ses œuvres, notamment L'Origine du monde (1866). Anticlérical, ami de Proudhon et proche des anarchistes, il fut l'un des élus de la Commune de Paris de 1871.
- Giuseppe Garibaldi, homme politique et patriote italien considéré comme l’un des « pères de la patrie » italienne, est férocement anticlérical en raison de la position du clergé, en majorité fidèle au pape que soutiennent les Français et les Autrichiens opposés au Risorgimento.
- Georges Clemenceau, homme d’État et homme politique français, « Père la Victoire » ayant conduit la France à l'armistice avec l'Allemagne durant la Première Guerre mondiale, est un républicain farouchement anticlérical. Issu d'une famille de médecins anticléricaux opposés par principe à l'irrationalité religieuse dans le champ médical (dans une époque où à la traditionnelle dichotomie instituteur / curé s'ajoute une nouvelle dichotomie médecin / curé, comme le souligne Michel Winock dans sa biographie dédiée à Clemenceau[26]), Clemenceau, qui est personnellement profondément marqué par la Révolution française, forge son anticléricalisme à l'aune des idéaux du Siècle des Lumières. Lors de son passage à Paris en raison de ses études à l’École de Médecine, le jeune Clemenceau côtoie les cercles républicains durant les dernières années du Second Empire où il milite en faveur de la liberté de conscience aux côtés de ses amis. En 1901, il déclare : « Autorisées ou non autorisées, les congrégations se valent : la loi républicaine ne peut les reconnaître. »[27]
- David Lazzaretti est un paysan, charretier et ermite italien. Devenu athée et anarchiste, il revient vers la religion catholique, prône l'égalité sociale, et fonde une « commune agricole subversive ». Les autorités religieuses, confrontées à un prophète issu du peuple, hésitent puis finissent par porter l'affaire devant le Saint-Office. La congrégation condamne l'ensemble de ses écrits en juillet 1878. Il est tué par les carabiniers le 18 août 1878[28].

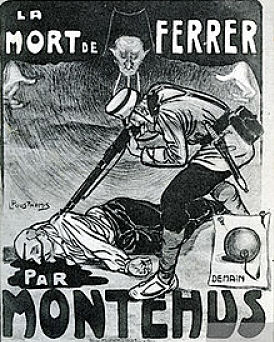
Léon Pousthomis - Mort de Ferrer par Montéhus.

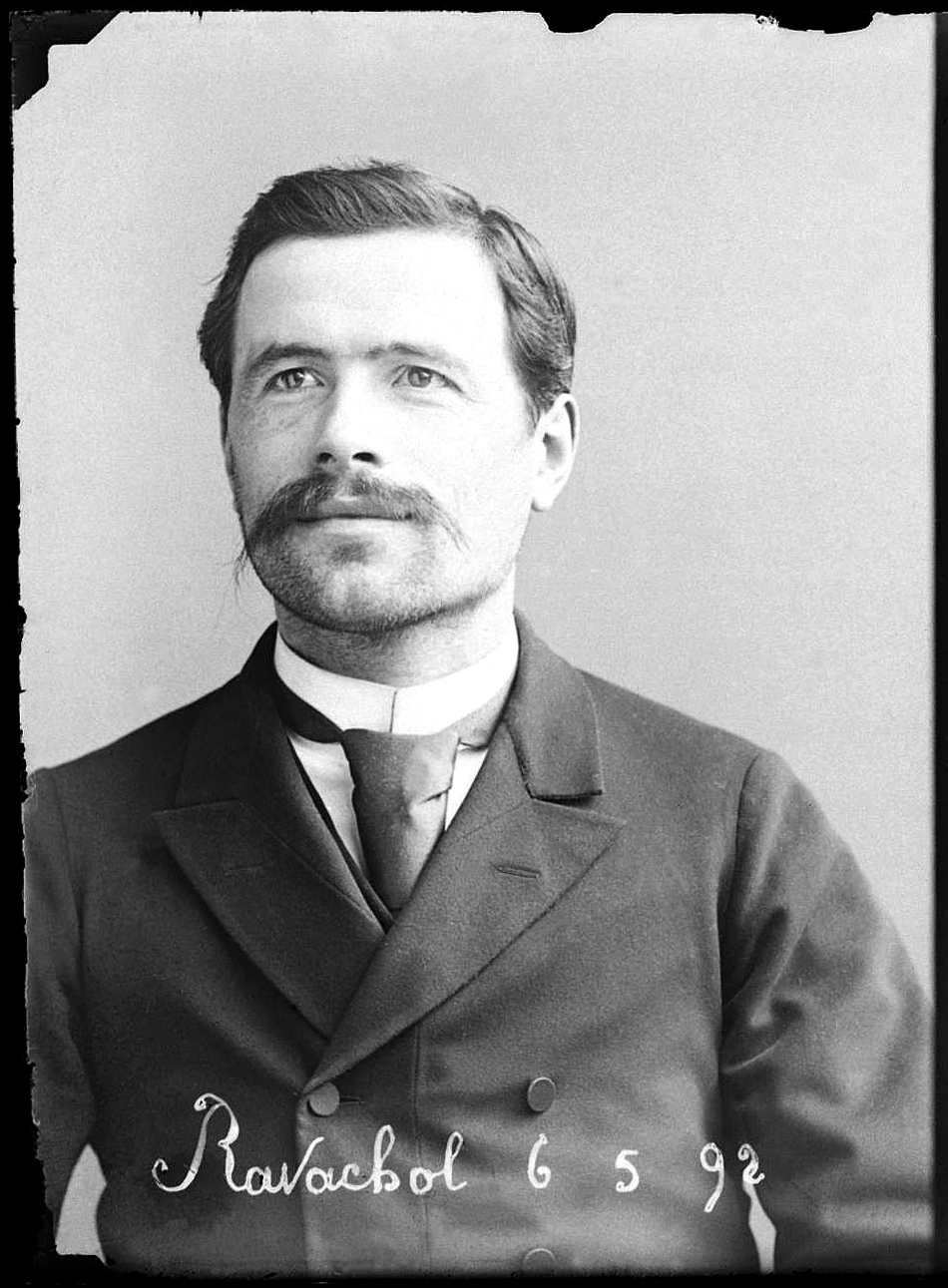
Ravachol en 1892.

- Ravachol est exécuté le 11 juillet 1892. Il refuse l'assistance de l'aumônier et chante Le père Duchesne en allant vers la guillotine[29].
- En 1909 à Barcelone, Francisco Ferrer, libre-penseur, franc-maçon et pédagogue libertaire espagnol, fondateur de l'École moderne, est accusé par le clergé catholique d'être l'un des instigateurs de la semaine tragique. Condamné à mort par un tribunal militaire à l'issue d'une parodie de procès, il est fusillé le 13 octobre. Son exécution provoque un important mouvement international de protestation[30].
- Jacques Brel, « anticlérical militant (Les Bigotes, La Dame patronnesse), condamne les institutions, pas les hommes »[31].
- Michel Onfray est un philosophe français qui défend une vision du monde hédoniste, athée, et défend une pensée principalement influencée par des philosophes tels que Nietzsche, Épicure, par l'école cynique, par le matérialisme français et par l'anarchisme individualiste.
- Waleed Al-Husseini est un blogueur et essayiste palestinien, fondateur du Conseil des ex-musulmans de France et auteur en 2014, de Blasphémateur! Les prisons d'Allah.
- Le 7 janvier 2015, Jean Cabut, dit « Cabu », caricaturiste, dessinateur de presse et auteur de bande dessinée est assassiné à Paris, lors de l'attentat contre Charlie Hebdo.

## Géographie de l'anticléricalisme

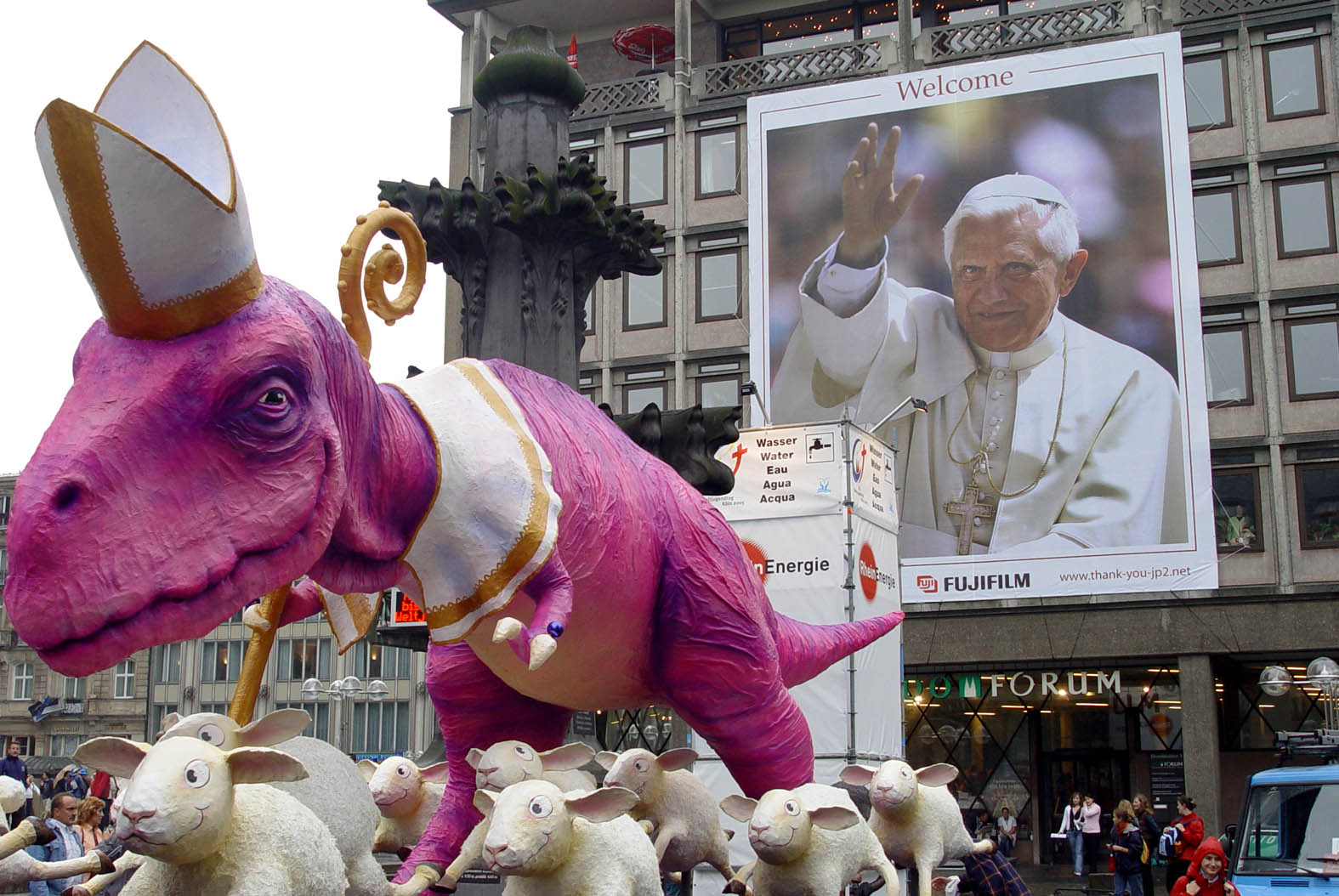
En 2005, lors de la visite du Pape en Allemagne.

Selon l'historien et politologue René Rémond :

« En dehors de la France, où il ne saurait y avoir de doute, l'Italie assurément, l'Espagne et le Portugal, la Belgique, la plupart des pays d'Amérique latine, espagnole et portugaise [sont des pays où l'anticléricalisme a trouvé un milieu d'élection]. Ailleurs, il est moins apparent, ou bien il ne présente plus ce caractère massif qui en fait une réalité sociologique incontestable. Cette énumération dessine un ensemble relativement homogène dont on perçoit aisément les traits communs : ce sont, pour la plupart, des pays de civilisation latine et méditerranéenne. Mais là n'est sans doute pas le caractère déterminant qui motive leur présence dans cette liste. Le facteur décisif est que tous ces pays sont de tradition catholique : le catholicisme romain y a été majoritaire, quand il n'y détenait pas un monopole. Une question surgit aussitôt. N'y a-t-il donc d'anticléricalisme qu'anticatholique ? En d'autres termes, s'il est vrai que l'anticléricalisme puise sa raison d'être dans le cléricalisme, le seul cléricalisme serait-il catholique ? La réponse de l'expérience paraît bien être positive. Les pays de tradition réformée, en particulier les pays anglo-saxons, ne paraissent pas connaître le phénomène : le mot ne figure dans leur vocabulaire que comme un emprunt étranger. »

## Œuvres anticléricales

### Ouvrages

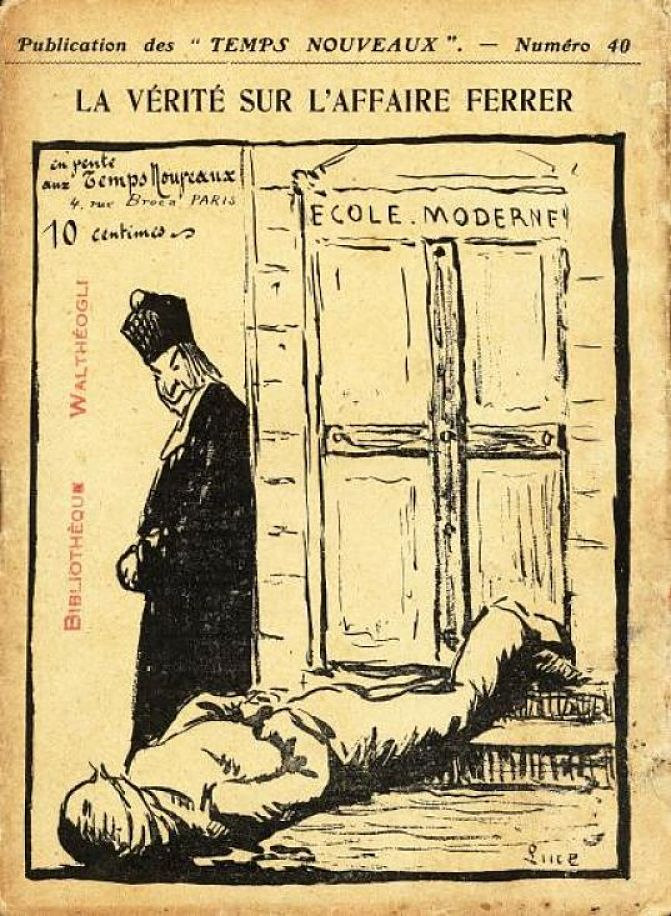
La vérité sur l'affaire Ferrer, Les Temps nouveaux, dessin Maximilien Luce, 1910.

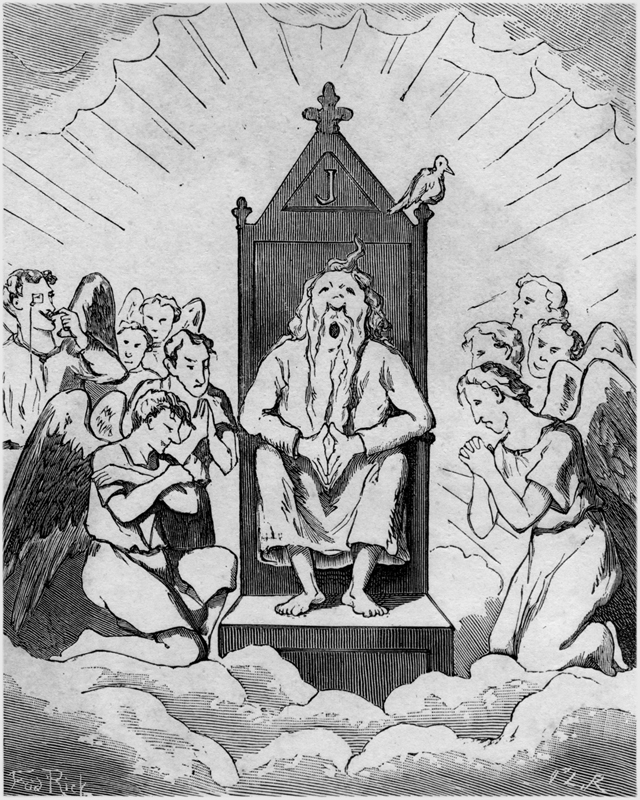
Illustration d'une publication anticléricale de Léo Taxil.

- Denis Diderot, La Religieuse, 1780, (L'Anti-clérical, Montpellier, 1875, lire en ligne).
- Jean Meslier (prétendu), Sylvain Maréchal (présumé), Catéchisme du curé Meslier, Collection Les archives de la Révolution française, 1790.
- Victor Hugo, La Légende de la nonne, avril 1828.
- Léo Taxil, À bas la calotte, Bibliothèque anti-cléricale, 1879.
- Eugène Sue,
  - Les Mystères de Paris, 1843, lire en ligne.
  - Le Juif Errant, 1844-1845.
- Eugène Besson, Poésies anti-cléricales, Saint-Étienne, 1880, lire en ligne.
- Léo Taxil, Karl Milo, Les maîtresses du pape : roman historique anticlérical, Paris, Librairie anti-cléricale, 1884, lire en ligne.
- Pépin (dessin), Léo Taxil (texte), L'album anti-clérical, Paris, Librairie anticléricale, s/d, lire en ligne.
- Michel Zévaco, Le Pont des Soupirs, 1901 ; Les Amants de Venise.
- (de) Lisa Dittrich, Antiklerikalismus in Europa : Öffentlichkeit und Säkularisierung in Frankreich, Spanien und Deutschland (1848–1914), Vandenhoeck & Ruprecht, 2014.
- Normand Baillargeon, (éd), Là-haut, il n'y a rien. Anthologie de l'incroyance et de la libre-pensée, Québec, Presses de l'Université Laval, 2011.

### Textes
- Alexandre-Nicolas Courtois, Isocrate, le prêtre Testis unus et l’abbé Thise, 1791 (Collection Les archives de la Révolution française, p. 1-13).
- Victor Giraud, "Anticléricalisme et Catholicisme", Revue des Deux Mondes, 5e période, tome 32, 1906 (p. 851-870).
- Anonyme, Catéchisme du XIXe siècle, Gayet aîné, 1834.
- Sébastien Faure, Les Crimes de Dieu, 1897.
- Jacques Prévert, La Crosse En L'air, in Paroles, 1946, dit par Serge Reggiani, écouter en ligne.

### Presse
- Le Journal amusant, « journal illustré, journal d'images, journal comique, critique, satirique, etc. », 1856-1933, lire en ligne.
- Le Grelot, « journal satirique républicain », notamment sous la direction de Pépin, 1871-1907[33].
- André Gill, La Petite Lune, 1878-1879, lire en ligne.
- La Lanterne, 1877-1938.
- L'Anti-clérical, « organe spécial des groupes de la Ligue anticléricale », 1879-1882, lire en ligne.
- Gustave Frison, Edmond Lavrate, Monde plaisant, « journal hebdomadaire satirique », 1878-1885.

- La Calotte, Marseille, 1897-1902[34].

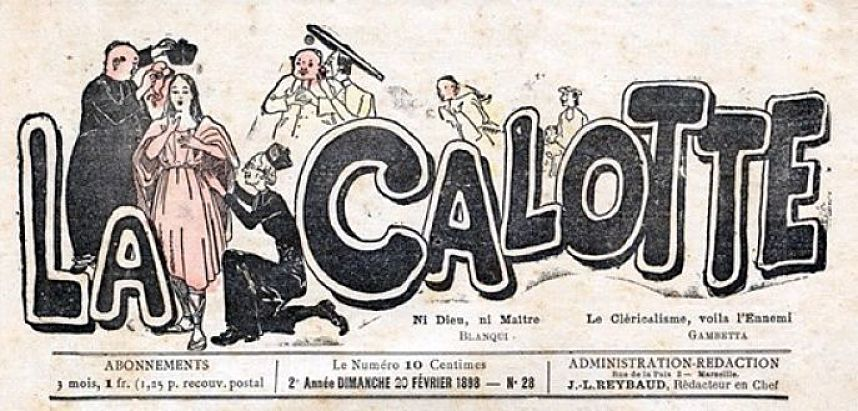
La Calotte (Marseille), no 28, 20 février 1898.

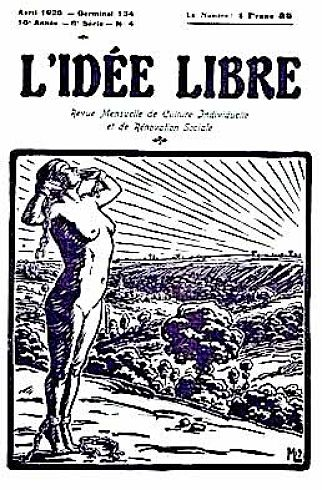
L’Idée libre, avril 1926.

- Pépin, Le Fouet, « Social, satirique, illustré, hebdomadaire », 1899-1900[35].
- L'Assiette au beurre, hebdomadaire satirique illustré français 1901-1912, puis mensuel 1921-1925, lire en ligne.
- La Cravache, « organe de la démocratie républicaine anti-cléricale et socialiste », Perpignan, 1904, lire en ligne.
- Didier Dubucq, Les Corbeaux, belgo-français, 1904-1909[36].
- La Calotte, hebdomadaire illustré, 1906-1912, lire en ligne, Almanach de La Calotte, lire en ligne, puis de 1930 à nos jours[37].
- Les Hommes du jour, brochures hebdomadaires illustrées, 1908-1919, lire en ligne.
- Le Libre penseur de France et de libre pensée universelle : Journal anticlérical de défense socialiste, républicaine et laïque, bimensuel, Limoges, 1910-1914, lire en ligne.
- L’Idée libre, revue libertaire néo-malthusienne fondée le 1er décembre 1911 par André Lorulot[38], d'abord éducationiste, elle devient exclusivement anticléricale à partir de 1945 et jusqu'à nos jours.
- Jean Yanne, Siné, J'y va-t-y j'y Vatican puis Ça fait des bulles (revue illustrée), 1957[39].
- Le Canard enchaîné
- Charlie Hebdo
- Siné Mensuel

### Musicales

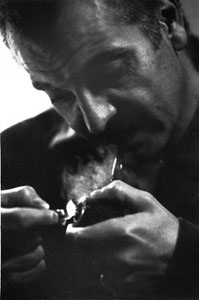
Georges Brassens en 1964.

- Nicolas Boileau, Ce que Dieu n'a pas dit, chanson anticléricale, (édition 1878), (BNF 42861281).
- Anonyme, Le Père Duchesne (L’Bon Dieu dans la merde), 1792, (Les Quatre Barbus, Chansons Anarchistes, 1969), écouter en ligne.
- Pierre-Antoine-Augustin de Piis, L'inutilité des prêtres, 1793 (interprétation Simone Bartel, La Révolution française, chants et chansons des rues et des salons, 1989), écouter en ligne.
- Léo Taxil, La Marseillaise anticléricale, 1881 (Marc Ogeret, 1968), écouter en ligne.
- Tolmau, À bas les masques : chanson anti-cléricale, Paris, Aumond, 1881, lire en ligne.
- J. Raganaud, À bas la calotte, chanson anticléricale, Angoulême, 18 août 1905, (BNF 31171575).
- J. Raganaud, L'Internationale anticléricale, Angoulême, 9 novembre 1905, (BNF 31171578).
- Gaston Villemer, Jürgen Riel, Paul Blétry, Le Testament d'un libre penseur. Chanson anti-cléricale, 1908, BNF.
- Léo Ferré[40]
  - Monsieur Tout-Blanc, 1950, écouter en ligne[41].
  - Notre-Dame de la Mouise, 1954, écouter en ligne.
  - Thank you Satan, 1961, écouter en ligne, lire en ligne.
  - On n'est pas des saints, 1967, écouter en ligne.
- Francis Blanche, 1955-1956, Sœur Marie-Louise, écouter en ligne.
- Georges Brassens[42]
  - La Légende de la nonne, 1956, écouter en ligne.
  - Le Mécréant, 1960, écouter en ligne.
  - La Prière, 1964, écouter en ligne, lire en ligne... mais, à la réflexion, "La prière", écrite par Francis Jammes, est-elle vraiment une "Œuvre anticléricale"? (voir la page wikipedia La Prière).
  - La Religieuse, 1969, écouter en ligne, lire en ligne.
  - Tempête dans un bénitier, 1976, écouter en ligne, lire en ligne.
  - Mélanie, 1976, lire en ligne.
  - Dieu s'il existe, 1981, écouter en ligne, lire en ligne.
- Jean Ferrat[43]
  - Le Sabre et le goupillon, 1965, écouter en ligne, lire en ligne.
  - Mis à part, 1971, écouter en ligne, lire en ligne.
- Charles d'Avray, Le Triomphe de l'anarchie
  - Marc Ogeret, Chansons « contre », Vogue, 1968, CD augmenté 1988, écouter en ligne.
  - Les Quatre Barbus, Chansons anarchistes, SERP, 2000, 1 CD (42 min 55 s) et un 1 livret, écouter en ligne.
- Jean-Roger Caussimon, Bordel à cul, Il fait soleil, 1975, écouter en ligne, lire en ligne.
- Le Beau Lac de Bâle
  - Y a l'feu sous ma soutane, 1989, lire en ligne.
  - Basta !, 1998, lire en ligne.
- Pigalle, Crime contre l'humanité, 1993, écouter en ligne, lire en ligne.
- Les Raggamins, Un balai dans le cul, 1995, écouter en ligne.
- Henri Tachan, Déboutonne ma soutane, 1998, écouter en ligne, lire en ligne.
- Agnès Bihl, L'Enceinte vierge, 2001, écouter en ligne, lire en ligne.
- Didier Super, Le Club des catholiques, 2004, écouter en ligne.
- Volo, Mon dieu, 2007, lire en ligne.

### Humour
- Coluche, La Procession télévisée, écouter en ligne, lire en ligne..

### Affiches et dessins

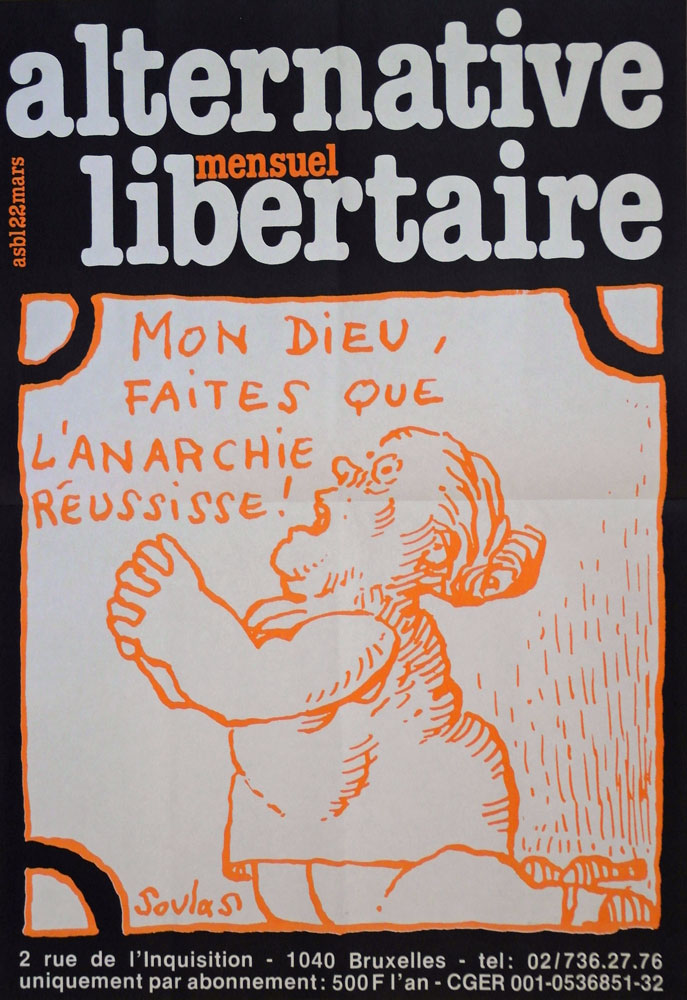
Affiche satirique, Alternative libertaire, Bruxelles, 1985.

- Eugène Ogé, La Lanterne, journal républicain anticlérical, Paris, 1902, voir en ligne.
- Eveli Torent, Interview, Le Rire, 29 septembre 1906, voir en ligne.

### Cinéma
- Luis Buñuel, L'Âge d'or, français, 1930[44].
- Paul Nizan, Jean-Paul Sartre, Tu seras curé, français, vers 1932[45],[46].
- Jerzy Kawalerowicz, Mère Jeanne des anges, polonais, 1961[47]
- Ken Russell, Les Diables, britannique, 1971[48].
- Peter Mullan, The Magdalene Sisters, franco-britannique, 2002[49].
- Vincent Lannoo, Au nom du fils, belge, 2012[50].

### Sources
- Encyclopædia Universalis : « anticléricalisme »
- (en) Encyclopædia Britannica : « anticlericalism »
- L'Encyclopédie anarchiste initiée par Sébastien Faure, 1925-1934 : « anticléricalisme »
- Le Monde libertaire : « Religion, anticléricalisme, athéisme, laïcité »
- L'Histoire par l'image : « L'anticléricalisme dans le premier XIXe siècle »
- L'Histoire par l'image : « Le mouvement anticlérical à la veille de 1905 »
- (it) Fulvio Conti, Breve storia dell'anticlericalismo, Cristiani d'Italia, Istituto dell'Enciclopedia Italiana, 2011, lire en ligne

#### Publications universitaires
- Marie Issad, « La chanson anticléricale au lendemain de la Commune jusqu'à l'affaire Dreyfus (1870-1894) », mémoire de maîtrise en histoire, université Paris-Est Créteil Val-de-Marne, 1996 (OCLC 690537708)
- Giovanni Stiffoni, « La remise en question de l’anticléricalisme anarchiste », in Camillo Berneri (1897-1937) Mythes, racines et réalités d’un intellectuel anarchiste, thèse de doctorat en études méditerranéennes sous la direction de Sandro Landi, université Bordeaux-Montaigne, 2012, p. 443

#### Articles
- Jean-Paul Honoré, « Le vocabulaire de l'anticléricalisme en France de l'Affaire à la Séparation (1898-1905) », Mots, octobre 1982, p. 69-84, lire en ligne
- Bernard Plongeron, « Alec Mellor. Histoire de l'anticléricalisme français », in Revue d'histoire de l'Église de France, no 151, 1967. p. 347-350, lire en ligne
- Guy Bourgeois, « Pour un anticléricalisme révolutionnaire », Noir et Rouge, no 3, automne 1956, lire en ligne
- Saaïdia Oissila, « L'anticléricalisme article d'exportation ? Le cas de l’Algérie avant la première guerre mondiale », Vingtième Siècle. Revue d'histoire 3/2005, p. 101-112, lire en ligne.
- Jean-Pierre Viallet, « L’anticléricalisme en Italie (1867-1915) : historiographie et problématiques de recherche », Mélanges de l’École française de Rome - Italie et Méditerranée modernes et contemporaines, 122-1, 2010, 137-159, lire en ligne
- Jean-Guillaume Lanuque, « Cléricalisme moderne et mouvement ouvrier », Dissidences, Bibliothèque de comptes rendus, novembre 2011, lire en ligne
- Jean-Marc Schiappa, « René Rémond et l'anticléricalisme, en 1976 » in Une histoire de la libre-pensée, L'Harmattan, 2011, p. 37-42.
- Jean Bruhat, « Anticléricalisme et monde ouvrier en France avant 1914, esquisse d'une problématique », Le Mouvement social, no 1, 1975, page 79 et suivantes
- Isabelle Saint Martin, « La caricature anticléricale sous la IIIe République », Archives de sciences sociales des religions, 134|2006, lire en ligne
- « Peut-on être anticlérical sans être antireligieux ? », Atheisme.org, 24 août 2010, lire en ligne
- Jean-Marc Goglin, « Être anticlérical au XIXe siècle », 19e.org, 21 mars 2011, lire en ligne
- Marc Fourny, André Larané, « La France et l’Église. Des origines à 1871 : mariage de raison », Hérodote, 25 mars 2014, lire en ligne
- Guillaume Doizy
  - « La caricature anticléricale sous la Commune de Paris (1871) », Gavroche, revue d'histoire populaire, no 152, octobre 2007, p. 2-11
  - « La caricature politique de l'école au début de la IIIe République, enjeux d'une propagande », colloque Art-Image(s)-Histoire. L’école : représentation(s), mémoire, ESPE d'Auvergne, 4-5 mars 2006, lire en ligne
  - « De la caricature anticléricale à la farce biblique », Archives de sciences sociales des religions, 134|2006, lire en ligne
  - « Le dessinateur Lavrate (1829-1888) et la religion comique », Gavroche, revue d'histoire populaire, no 146, avril-mai-juin 2006, p. 10-19
- François Dujay, « Voyage chez les “bouffeurs de curés” », sur L'Histoire, mai 1996

### Audio-visuel
- Armand Isnard, Georges Brassens : « L'anticlérical modéré » et « Les images de sa vie », 104 minutes, 2002